# Неданчичі (станція)
Неданчичі — прикордонна проміжна залізнична станція 5 класу Київської дирекції Південно-західної залізниці на лінії Чернігів — Семиходи. Знаходиться у селі Неданчичі.
Розташована в Ріпкинському районі Чернігівської області між станціями Славутич (8 км) та розташованою у Білорусі станцією Йолча (8,2 км).
До 2022 року станція була кінцевою для електропоїздів Чернігів-Неданчичі.
До станції курсував електропоїзд підвищеного комфорту з Києва.
На станції діє пункт прикордонного та митного контролю Неданчичі.
З 2022 року приміське сполучення відсутнє, найближча станція, з якої є рух - Славутич, розташована за 10 км на схід.